# Упемба (национальный парк)
Национальный парк Упемба (фр. Parc national de l'Upemba) — особо охраняемая природная территория на юге Демократической Республики Конго, на территории провинций Верхнее Ломами и Верхняя Катанга. Занимает площадь парк 11 730 км².
Парк Упемба наряду с парком Кунделунгу является единственным местом в ДРК, где зебры встречаются в их естественной среде обитания.

## История
Национальный парк Упемба был основан в 1939 году. Он несколько раз подвергался нападениям со стороны браконьеров и местных повстанцев. Например, 28 мая 2004 года штаб-квартира в Лусинге подверглась нападению членов группировки «Майи-Майи». Часть охранников и членов их семей были убиты, штаб сожжён, а семья директора парка увезена.
1 июня 2005 года защитники парка получили премию Авраама за сохранение биоразнообразия в бассейне реки Конго.

## Географическое описание

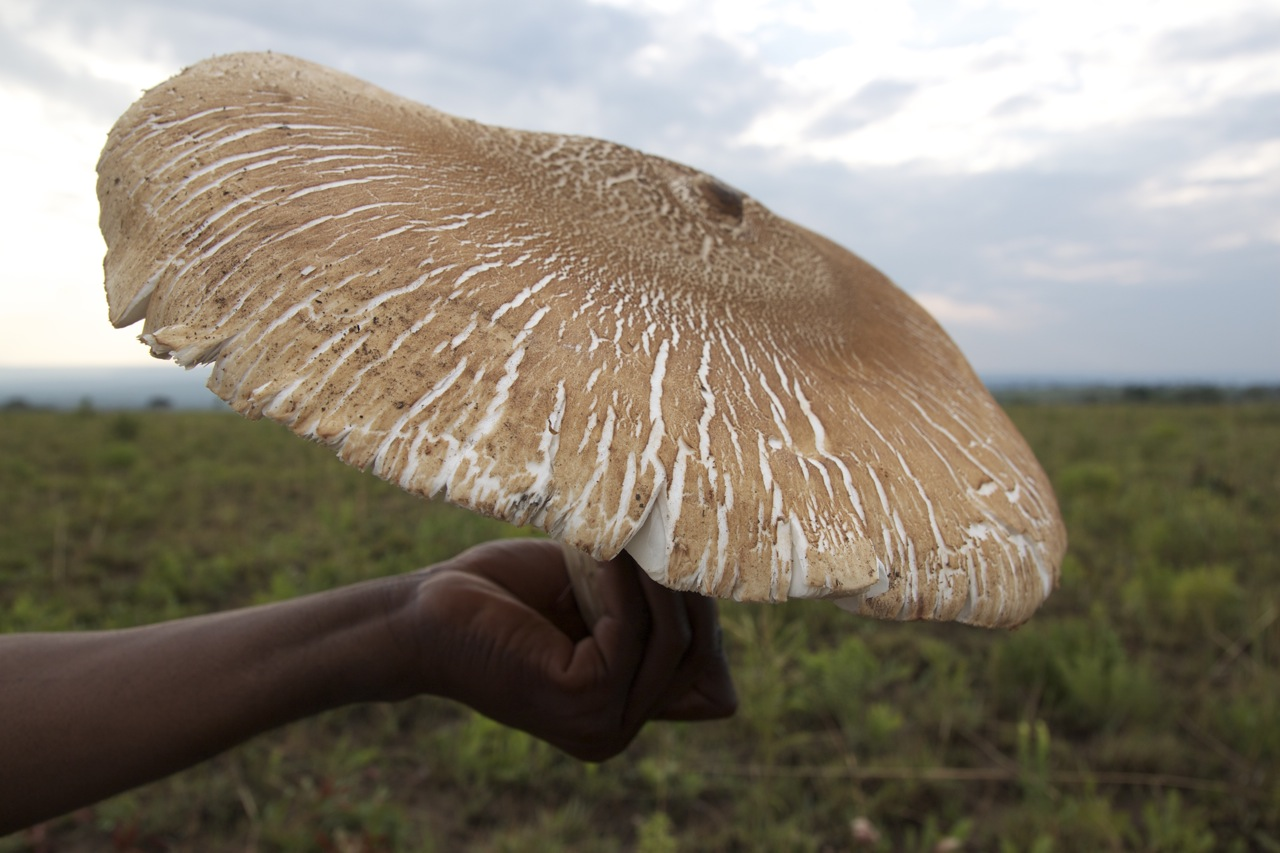
Termitomyces titanicus, найденный в деревне около национального парка Упемба.

На момент создания национального парка Упемба, 15 мая 1939 года, площадь парка составляла 17 730 км². Это был самый большой парк в Африке. В июле 1975 года ограничения были пересмотрены, и сегодня объединённый парк имеет площадь 10 000 км² с дополнительным участком ещё на 3000 км².
Парк расположен на высоте от 500 до 1800 м над уровнем моря. Годовое количество осадков составляет в среднем от 1200 до 1400 мм, на высотных частях территории выпадает больше осадков, чем в долинах. Самые влажные месяцы — февраль и март. В засушливый сезон выгорают большие площади травы. Среднегодовая температура в экорегионе составляет 24 °C.
Нижняя часть парка расположена во впадине Упемба, зоне озёр и болот, включая одноимённое озеро Упемба. Эта часть парка граничит с рекой Луалаба. Его верхняя часть находится в более сухих горах плато Кибара. Максимальная глубина озера Упемба составляет 3,2 метра. Здесь происходит интенсивный рост водорослей. Водотоки региона меняются в зависимости от времени года, уровень воды в озёрах высокий с марта по июнь, низкий с октября по январь. Многие водоёмы в этом районе характеризуются обширными болотами, среди которых растут папирус, нильский салат и водяной мох.
Ландшафты парка варьируются от высокогорных лугов до тропических лесов и болотно-озёрных угодий. Здесь обитает около 1800 видов животных. Система озёр, рек и болот поддерживает разнообразие ихтиофауны. Сюда входят более 30 видов карповых, мормировых (также известных как пресноводные рыбы-слоны), барбусов, алестовых, сомов и цихлид. Краб Thermobathynella adami обитает в горячем источнике на территории парка и считается эндемиком. Двенадцать неэндемичных видов моллюсков встречаются в экорегионе, в порогах реки Каленгве были зарегистрированы и эндемичные моллюски. Мидии встречаются здесь также в изобилии. Герпетофауна экорегиона включает 47 видов лягушек, в том числе шесть эндемичных, например, носатую лягушку Шмидта (лат. Mertensophryne schmidti).
В Национальном парке Упемба обитают зебры, антилопы, водяные козлы, бегемоты и большое количество слонов. Чёрный носорог, который раньше существовал в небольших популяциях, был истреблён. В водоёмах и рядом с ними обитают панцирный и нильский крокодилы, гадюки, болотные мангусты.
Парк считается важным орнитологическим районом из-за присутствия следующих 33 видов птиц: усач, серёжчатый журавль, черноспинный сокол, меднохвостая кукушка, сизоворонка, ржавобрюхий сорокопут, красноухая сильвиетта, клинохвостый глянцевый скворец, мухоловка Бема, большая райская вдова, чернощёкая канарейка и пятнистый земляной дрозд.